# Anopheles swahilicus
Anopheles swahilicus este o specie de țânțari din genul Anopheles, descrisă de Gillies în anul 1964. Conform Catalogue of Life specia Anopheles swahilicus nu are subspecii cunoscute.